# Battaglia di Mons-en-Pévèle
La battaglia di Mons-en-Pévèle fu combattuta a Mons-en-Pévèle il 18 agosto 1304 tra le truppe francesi di Filippo IV di Francia e quelle fiamminghe agli ordini di Filippo di Dampierre e di Guglielmo di Juliers. La vittoria riportata dai francesi fece sì che questa fosse l'ultima battaglia della guerra di Fiandra, cui pose fine il successivo trattato di Athis-sur-Orge.

## Antefatti
La guerra di Fiandra, nata come ribellione degli abitanti della contea contro i francesi occupanti, si era svolta inizialmente con alcune vittorie dei primi, ma la battaglia navale di Zierikzee aveva segnato una svolta nello svolgimento della guerra a favore dei francesi, che erano sempre più determinati a domare la ribellione fiamminga.

## Svolgimento
Non lontano da Orchies, i due eserciti s'incontrarono vicino al villaggio di Mons-en-Pévèle, dominato da una collina. Si stima che si trattasse in totale di 15 000 uomini, con una leggera prevalenza numerica fiamminga.
Il 14, 15 e 16 agosto si svolsero negoziati, che tuttavia non portarono a nulla. Il giorno 17 i due schieramenti si formarono preparandosi alla battaglia, che tuttavia ebbe luogo solo il giorno dopo.
I lanci di quadrelli e quelli di pietre lanciate dalle fionde fecero numerose vittime; la cavalleria francese riuscì ad aggirare il fronte nemico e ad occupare la sommità della collina, appropriandosi degli approvvigionamenti nemici. I combattenti fiamminghi si trovarono così privi di cibi e bevande per tutta la giornata ed oltre che essere stremati si trovarono anche affamati ed assetati. Per altro essi non disponevano di cavalleria poiché i partigiani del conte diffidavano dei nobili, temendo che si schierassero per il re, e quindi proibirono del tutto l'intervento di armati a cavallo.
L'esercito di Filippo il Bello inflisse numerose vittime tra i fiamminghi anche usando dei trabucchi, anche se questi ultimi riuscirono a distruggerne quattro su cinque.
La stanchezza era generale e si stabilì una pausa, essendo ciascuna delle parti convinta che la battaglia non sarebbe stata ripresa che il giorno successivo. Due contingenti fiamminghi, spossati, decisero di lasciare il campo di battaglia e, sotto la guida di Giovanni I di Namur, si rifugiarono a Lille. In quel momento i fiamminghi stabilurono di attuare due attacchi. La prima colonna, condotta dal conte Guglielmo di Juliers il Giovane, riuscì a scompigliare i fanti dell'esercito reale, ma l'intervento della cavalleria francese portò all'accerchiamento dei fiamminghi e il Juliers rimase ucciso. Il secondo attacco, quello dei combattenti di Brouges, per poco non fu drammatico per il re: essi gli si avvicinarono mentre era circondato solo da una cinquantina dei suoi cavalieri ed egli e la sua guardia dovettero combattere duramente per scongiurare il pericolo mortale che lo minacciava. Anche qui fu la cavalleria a salvare la situazione, respingendo i fiamminghi.
Questi ultimi si raggrupparono sulla collina per poi ritirarsi a Lille, abbandonando il campo di battaglia e lasciando la vittoria al re.

## Conseguenze
Il 20 agosto Filippo il Bello prese la strada per la grande città, passando da Seclin, che subì il saccheggio come prezzo per la fedeltà al conte di Fiandra. L'assedio di Lille durò un mese, poi la città capitolò. La Fiandra, a poco a poco, si trovò nuovamente sotto il controllo reale.
I negoziati si conclusero nel giugno 1305, con il trattato di Athis-sur-Orge. La contea di Fiandra conservò la sua autonomia, ma dovette pagare forti ammende. Il trattato fu riveduto nel 1310, poi nel 1312 e poi ancora nel 1320.
Roberto di Béthune, che successe al padre, Guido di Dampierre, deceduto in cattività nel 1305, rinunciò alle castellanie strategiche di Lille, Douai e Orchies. Esse passarono sotto dominio borgognone nel 1369, ma rimasero sotto la sovranità francese fino al regno di Francesco I.
Filippo il Bello attribuì questa vittoria alla Vergine e nella navata centrale della Cattedrale di Notre Dame a Parigi fece erigere una statua lignea equestre come ex-voto accollata alla prima colonna orientale, lato sud, di fronte all'altare della Madonna. La statua, scomparsa durante la rivoluzione francese, rappresentava un cavaliere con l'elmo, montante un cavallo riccamente ingualdrappato.